# Anders Ahlgren
Pour les articles homonymes, voir Ahlgren.
Anders Oscar Ahlgren (12 février 1888 - 27 décembre 1976) était un lutteur suédois qui participa aux Jeux olympiques d'été de 1912 à Stockholm et de 1920 à Anvers dans la catégorie poids mi-lourd.
En 1912, il remporta la médaille d'argent, à la suite d'une remarquable finale face à Ivar Böhling qui dura 9 heures, avant que le match ne soit déclaré nul. Les juges décidèrent de ne pas attribuer de médaille d'or et les deux lutteurs reçurent donc une médaille d'argent.